# Индерь (озеро)
Индерь — пресноводное озеро в Доволенском районе Новосибирской области.
Озеро расположено в бессточной области на высоте 137 м над уровнем моря. Площадь водного зеркала насчитывает 18,5 км². Площадь водосборного бассейна 1110 км². Длина озера составляет 6,5 км, ширина — до 5,15 км, наибольшая глубина достигает 3 м.
Через озеро протекает река Баган, впадая на северо-востоке и вытекая из болота на западе. Береговая линия слабо изрезана. Берега озера пологие, поросшие осокой и камышом. На берегах — поля, брошенные сельскохозяйственные угодья, западный и южный берег сильно заболочен. 
Был утверждён памятник природы регионального значения «Индерский рям» площадью 1714 га, находящийся к северо-востоку от озера. В южной части озера расположены две охотничьи базы. Озеро и прилегающие территории планируется включить в заказник областного значения после прохождения экологической экспертизы: на территории озера гнездятся 12 видов птиц, относящихся к категории редких и исчезающих, в том числе гусь гуменник.
В 1970-х годах на озере работало рыболовное предприятие, занимавшееся промыслом сига, сазана и других видов рыб. Весной 2012 года промысловики запустили в водоём пять миллионов мальков пеляди. Осенью рыбу не ловили, оставили зимовать. Из-за обмеления озера рыба чуть не погибла. Проблема была решена с помощью установки двух десятков аэраторов.